# Lista de deputados estaduais de Goiás da 17.ª legislatura
Lista de deputados estaduais de Goiás da 17ª legislatura, essa lista inclui os deputados da Assembleia Legislativa de Goiás que estavam no exercício do cargo, onde constam os deputados eleitos em 2010.

## Composição das bancadas
| Partido | Líder                   | Bancada | Posição  |
| ------- | ----------------------- | ------- | -------- |
| PSDB    | Daniel Messac           | 8 / 41  | Governo  |
| PMDB    | Bruno Peixoto           | 8 / 41  | Oposição |
| PTB     | Valcenor Braz           | 4 / 41  | Governo  |
| PT      | Luis Cesar Bueno        | 4 / 41  | Oposição |
| PDT     | José de Lima            | 3 / 41  | Oposição |
| PR      | Ademir Menezes          | 2 / 41  | Oposição |
| DEM     | Nilo Resende            | 2 / 41  | Governo  |
| PTN     | Frederico Nascimento    | 2 / 41  | Oposição |
| PTdoB   | Lincoln Tejota          | 2 / 41  | Governo  |
| PSC     | Carlos Antonio de Sousa | 1 / 41  | Oposição |
| PPS     | Dr. Joaquim Alves       | 1 / 41  | Governo  |
| PMN     | Elias Júnior            | 1 / 41  | Governo  |
| PP      | Evandro Magal           | 1 / 41  | Governo  |
| PRTB    | José Vitti              | 1 / 41  | Governo  |
| PRB     | Major Junio Araújo      | 1 / 41  | Governo  |

## Deputados por ordem alfabética
| Número | Deputados estaduais eleitos | Partido | Votação | Percentual | Cidade onde nasceu | Unidade federativa |
| 45555  | Helder Valin                | PSDB    | 49.120  |            | Goiânia            | Goiás              |
| 45745  | Jânio Darrot                | PSDB    | 46.004  |            | Trindade           | Goiás              |
| 15015  | Samuel Belchior             | PMDB    | 43.324  |            | Goiânia            | Goiás              |
| 15601  | Paulo César Martins         | PMDB    | 42.747  |            | Quirinópolis       | Goiás              |
| 45123  | Fábio Sousa                 | PSDB    | 37.132  |            | Goiânia            | Goiás              |
| 14333  | Cristóvão Tormin            | PTB     | 36.474  |            | Luziânia           | Goiás              |
| 15010  | Daniel Vilela               | PMDB    | 36.382  |            | Jataí              | Goiás              |
| 45645  | Profª Sônia Chaves          | PSDB    | 35.486  |            | Luziânia           | Goiás              |
| 15700  | Bruno Peixoto               | PMDB    | 35.424  |            | Goiânia            | Goiás              |
| 28123  | José Vitti                  | PRTB    | 35.095  |            | Goiânia            | Goiás              |
| 45222  | Jardel Sebba                | PSDB    | 34.906  |            | Catalão            | Goiás              |
| 10190  | Major Araújo                | PRB     | 33.092  |            | Goiânia            | Goiás              |
| 14141  | Henrique Arantes            | PTB     | 32.424  |            | Goiânia            | Goiás              |
| 25111  | Dr. Helio de Sousa          | DEM     | 31.733  |            | Buriti Alegre      | Goiás              |
| 15215  | Francisco Jr                | PMDB    | 30.030  |            | Goiânia            | Goiás              |
| 70777  | Lincoln Tejota              | PT do B | 29.822  |            | Goiânia            | Goiás              |
| 11234  | Evandro Magal               | PP      | 29.698  |            | Palmelo            | Goiás              |
| 15200  | Waguinho Siqueira Jr        | PMDB    | 29.508  |            | Goiânia            | Goiás              |
| 13800  | Humberto Aidar              | PT      | 29.499  |            | Goiânia            | Goiás              |
| 45100  | Túlio Isac                  | PSDB    | 28.534  |            | Goiatuba           | Goiás              |
| 15888  | Nelio Fortunato             | PMDB    | 28.290  |            | Trindade           | Goiás              |
| 22456  | Ademir de Oliveira Meneses  | PR      | 27.585  |            | Itapuranga         | Goiás              |
| 15100  | Luiz Carlos do Carmo        | PMDB    | 27.575  |            | Palminópolis       | Goiás              |
| 25555  | Nilo Resende                | DEM     | 27.181  |            | Araguari           | Minas Gerais       |
| 22122  | Álvaro Guimarães            | PR      | 27.074  |            | Itumbiara          | Goiás              |
| 45780  | Iso Moreira                 | PSDB    | 25.566  |            | Mambaí             | Goiás              |
| 45690  | Daniel Messac               | PSDB    | 24.813  |            | Paineiras          | Minas Gerais       |
| 23145  | Dr. Joaquim Alves           | PPS     | 24.516  |            | Fazenda Nova       | Goiás              |
| 14040  | Hildo do Candango           | PTB     | 24.269  |            | Condeúba           | Bahia              |
| 14800  | Valcenor Braz               | PTB     | 23.803  |            | Luziânia           | Goiás              |
| 13188  | Luis Cesar Bueno            | PT      | 23.355  |            | Goiânia            | Goiás              |
| 12345  | Isaura Lemos                | PDT     | 21.564  |            | Jundiaí            | São Paulo          |
| 12631  | Misael Oliveira             | PDT     | 19.973  |            | Goiânia            | Goiás              |
| 70123  | Wellington Valim (Valim)    | PT do B | 19.525  |            | Itauçu             | Goiás              |
| 13789  | Mauro Rubem                 | PT      | 17.719  |            | Firminópolis       | Goiás              |
| 20013  | Carlos Antônio Sousa        | PSC     | 17.392  |            | Santa Inês         | Maranhão           |
| 12640  | José de Lima                | PDT     | 17.199  |            | Goiandira          | Goiás              |
| 19456  | Frederico Nascimento        | PTN     | 15.538  |            | Goiânia            | Goiás              |
| 33789  | Elias Júnior                | PMN     | 14.799  |            | Peixe              | Tocantins          |
| 19000  | Francisco Gedda             | PTN     | 14.730  |            | Jataí              | Goiás              |
| 13230  | Karlos Cabral               | PT      | 14.427  |            | Rio Verde          | Goiás              |